# Sergey Komarov
Sergey Komarov foi um diretor de cinema e ator.

## Filmografia

### Diretor
- Potseluy Mery Pikford (1927)
- Kukla s millionami (1928)